# Dionisi Àtic
Dionisi Àtic (en grec antic: Διονύσιος Ἀττικός, llatí: Dyonisius Atticus) va ser un mestre de retòrica natural de Pèrgam que va viure al segle i aC. Raonablement va rebre el sobrenom d'Àtic perquè hauria estudiat a Atenes.
Era deixeble d'Apol·lodor de Pèrgam, i fou seguidor més fidel de les seves idees i punts de vista. Sembla que fou un sofista capaç, i hauria escrit obres d'història i oratòria.
Hi ha autors que consideren que Dionisi hauria estat l'autor de l'obra Περἰ ὕψους, atribuïda normalment a Dionisi Cassi Longí, però els arguments a favor d'aquesta autoria són molt febles.
Segons altres, Dionisi podria ser el mateix personatge que Vipsani Àtic.